# Surré
Surré (en luxemburguès: Sir; en alemany: Syr) és un poble del municipi de Boulaide, situada al districte de Diekirch del cantó de Wiltz dell Gran Ducat de Luxemburg. Està a uns 41 km de distància de la ciutat de Luxemburg.

## Geografia
El poble està a menys de dos quilòmetres a l'est del límit amb Bèlgica i les ciutats belgues de Fauvillers i Bastogne.
El Syrbach, un afluent del Sauer, neix al nord del llogaret de la confluència de dos torrents i recorre el poble cap al sud.